# 나청렴의원 납치사건
《나청렴의원 납치사건》은 2016년 4월 13일에 SBS에서 방영된 특집드라마이다.

## 등장 인물

### 주요 인물
- 전미선 : 희경 역
- 김현숙 : 영란 역
- 이수경 : 슬기 역
- 손종학 : 나청렴 역

### 그 외 인물
- 이철우 : K 역
- 전노민 : 박인구 사장 역
- 오치운 : 김상호 역
- 황성준 : 김상철 역
- 박선우 : 오재환 팀장 역
- 차정원 : 박 형사 역
- 신기준 : 현우 역
- 장서희 : 연우 역
- 조이행 : 영란 남편 역
- 설지윤 : 나청렴의원 부인 역
- 이순원 : 용역깡패 1 역
- 미석 : 박인구의 졸개 역
- 이규호 : 박인구의 졸개 역
- 이장원 : 운전기사 역
- 정성일 : 김 실장 역
- 현봉식 : 윤 실장 역
- 공호석 : 박 노인 역
- 손석구 : 상철 부하 (사채업자) 역
- 이훈진 : 견인보관수 남직원 역
- 이재훈 : 닭살커플 남 역
- 이은형 : 닭살커플 여 역

### 특별출연
- 윤봉길 : 마트행사 직원 역